# Potențial macrocanonic
În mecanica statistică potențialul macrocanonic sau potențialul Landau sau energia liberă Landau este o mărime folosită în special pentru procesele ireversibile din sistemele termodinamice deschise.
Potențialul macrocanonic este funcția de stare caracteristică pentru ansamblurile⁠(d) macrocanonice.

## Definiție
Potențialul macrocanonic este definit de
{\displaystyle \Phi _{\rm {G}}\ {\stackrel {\mathrm {def} }{=}}\ U-TS-\mu N}
unde U este energia internă, T este temperatura sistemului, S este entropia, μ este potențialul chimic, iar N este numărul de particule din sistem.
Infinitezimala potențialului macrocanonic este dată de
{\displaystyle {\begin{aligned}d\Phi _{\rm {G}}&=dU-TdS-SdT-\mu dN-Nd\mu \\&=-pdV-SdT-Nd\mu \end{aligned}}}
unde p este presiunea și V este volumul, folosind relația fundamentală a termodinamicii (combinată cu primul și al doilea principiu al termodinamicii);
{\displaystyle dU=TdS-pdV+\mu dN}
Când sistemul este în echilibru termodinamic, ΦG este la un minim. Acest lucru poate fi văzut luând în considerare că dΦG este zero dacă volumul nu variază și temperatura și potențialul chimic s-au stabilizat.

### Energia liberă Landau
Unii autori se referă la potențialul macrocanonic drept energie liberă Landau sau potențial Landau și scriu definiția acestuia drept:
{\displaystyle \Omega \ {\stackrel {\mathrm {def} }{=}}\ F-\mu N=U-TS-\mu N}
fiind numit după fizicianul rus Lev Landau, care poate fi un sinonim pentru potențialul macrocanonic, în funcție de sistem. Pentru sisteme omogene, se obține {\displaystyle \Omega =-pV}.

## Pentru sisteme omogene (față de sisteme neomogene)
În cazul unui tip de sistem invariant față de scară (unde un sistem cu volumul {\displaystyle \lambda V} are exact același set de microstări ca și {\displaystyle \lambda } sisteme cu volumul {\displaystyle V}), atunci când sistemul se mărește alte particule și energie vor veni din rezervorul termodinamic exterior pentru a umple noul volum cu o extensie omogenă a sistemului original.
Prin urmare presiunea trebuie să rămână constantă în urma modificărilor volumului:
{\displaystyle \left({\frac {\partial \langle p\rangle }{\partial V}}\right)_{\mu ,T}=0}
și toate mărimile extensive (numărul de particule, energia, entropia, potențialele, ...) trebuie să crească liniar cu volumul, adică 
{\displaystyle \left({\frac {\partial \langle N\rangle }{\partial V}}\right)_{\mu ,T}={\frac {N}{V}}.}
În acest caz {\displaystyle \Phi _{\rm {G}}=-\langle p\rangle V}, precum și relația familiară {\displaystyle G=\langle N\rangle \mu } pentru energia liberă Gibbs.
Valoarea lui {\displaystyle \Phi _{\rm {G}}} poate fi înțeleasă ca fiind lucrul mecanic care poate fi extras din sistem în urma reducerii sale la zero (trecând toate particulele și energia în rezervorul exterior). Faptul că {\displaystyle \Phi _{\rm {G}}=-\langle p\rangle V} este negativ implică faptul că trecerea particulelor din sistem în rezervor necesită un aport de energie.
În multe sisteme nu există o astfel de scalare omogenă. De exemplu, atunci când se analizează ansamblul de electroni dintr-o singură moleculă sau chiar o bucată de metal care plutește în spațiu, dublarea volumului spațiului dublează numărul de electroni din material.
Problema aici este că, deși electronii și energia sunt interschimbate cu un rezervor, gazda materială nu are voie să se schimbe.
În general, în sisteme mici sau sisteme cu interacțiuni la distanță mare (cele în afara limitei termodinamice), {\displaystyle \Phi _{G}\neq -\langle p\rangle V}.